# Ченцов, Александр Георгиевич
Александр Георгиевич Ченцов (род. 4 марта 1947, Свердловск) — российский математик, специалист в области динамической оптимизации, член-корреспондент РАН (1997). Действительный член Академии инженерных наук. Ученик Н. Н. Красовского.

## Биография
Родился 4 марта 1947 года в Свердловске в семье военных. Окончил с отличием радиотехнический факультет Уральского политехнического института (1970). После окончания института два года служил в войсках ПВО командиром взвода, начальником смены.
С 1972 г. работает в Институте математики и механики УрО АН СССР. Заведующий отделом управления систем.
Кандидат физико-математических наук (1974). Тема кандидатской диссертации: «Программные конструкции в игровых задачах сближения-уклонения». Доктор физико-математических наук (1978), профессор (1987), член-корреспондент РАН (1997). Лауреат Государственной премии СССР (1985). Лауреат Премии Губернатора Свердловской области (в соавторстве) за 2017 год.
С 1995 г. А. Г. Ченцов по совместительству профессор кафедры прикладной математики Уральского государственного университета. На протяжении ряда лет читает спецкурс «Неустойчивые задачи управления».

### Научная деятельность
Тематика научных исследований А. Г. Ченцова связана с задачами программного управления и теории дифференциальных игр, вопросами теории меры, конструкциями расширений и релаксаций экстремальных задач. А. Г. Ченцовым предложен подход, связанный с программными итерациями и позволяющий определять основные элементы решения дифференциальной игры в терминах неподвижных точек соответствующих операторов программного поглощения. В этих конструкциях активно использовались скользящие режимы и обобщенные варианты неупреждающих многозначных отображений (квазистратегий) на пространствах управлений - мер, замыкающих множества "обычных" управляющих программ и удовлетворяющих некоторым специальным условиям согласованности в смысле маргинальных распределений.
В другом направлении   исследований, расширение линейных  задач управления, А. Г. Ченцов получил серию утверждений о плотности (в смысле различных топологий) множества неопределенных интегралов по заданной конечно-аддитивной мере в множестве всех таких мер абсолютно непрерывных относительно упомянутой меры. На этой основе ему удалось построить конструкции неметризуемых компактификаций абстрактных задач управления с интегральными ограничениями и некоторых задач прогнозирования средних значений. Итогом этих исследований стало получение новых достаточных условий устойчивости и асимптотической нечувствительности при возмущении части ограничений для широкого класса бесконечномерных экстремальных задач с интегральными ограничениями, включая задачи векторной оптимизации и более общие задачи оптимизации по конусу. Им установлена универсальность представления множеств притяжения для разных типов ослабления условий и топологического оснащения пространства обобщенных элементов.
Автор 7 монографий и более 600 публикаций. Подготовил 15 кандидатов и 3 докторов наук.

## Монографии[5]
- Субботин А. И., Ченцов А.Г. Оптимизация гарантии в задачах управления. М.: Наука, 1981 г.
- Ченцов А. Г. Приложения теории меры к задачам управления. Свердловск, Средне-Уральское книжное изд-во, 1985 г.
- Ченцов А. Г. Конечно-аддитивные меры и релаксация экстремальных задач. УИФ "Наука", Екатеринбург, 1993 (переведена на английский язык).
- Ченцов А. Г. Экстремальные задачи маршрутизации и распределения заданий: вопросы теории. М. - Ижевск, НИЦ "Регулярная и хаотическая динамика", 2007. 240 с. ISBN 978-5-93972-654-2.
- Ченцов А. Г. Элементы конечно-аддитивной теории меры. I. УГТУ-УПИ, Екатеринбург, 2008.
- Ченцов А. Г. Элементы конечно-аддитивной теории меры. II. УГТУ-УПИ, Екатеринбург, 2010.
- Ченцов А. Г. Конечно-аддитивные меры и расширения абстрактных задач управления. Академия Наук Грузии. Институт кибернетики. Современная математика и ее приложения. Т.17. Оптимальное управление. Тбилиси, 2004 год (переведена на английский язык).
- Chentsov A. G. Asymptotic attainability. Kluwer Academic Publishers. Dordrecht-Boston-London, 1997.
- Chentsov A. G. and Morina S. I. Extensions and Relaxations. Kluwer Academic Publishers. Dordrecht-Boston-London, 2002.

## Общественная деятельность
Член редакционного совета журнала «Мехатроника, автоматика, управление».
Член редакционного совета журнала «Вестник Южно-Уральского университета. Серия «Математическое моделирование систем программирования».
Член редакционной коллегии журнала «Вестник Удмуртского университета. Математика. Механика. Компьютерные науки».
Член редакционного совета журнала «Functional Differential Equations» (Израиль).